# Volkmar Kohlschütter
Volkmar Kohlschütter (* 29. August 1874 in Forchheim; † 10. September 1938 in Bern) war ein deutscher Chemiker.

## Leben
Volkmar Kohlschütter wuchs in Sachsen auf und besuchte 1888–1894 die Fürstenschule St. Afra in Meißen. Er studierte ein Semester Chemie an der Universität Freiburg/Breisgau. Nach seiner Militärzeit in Freiberg in Sachsen besuchte er einen Ferienkurs im Institut von Wilhelm Ostwald an der Universität Leipzig. Da ihm die Geistesrichtung Ostwalds nicht behagte, setzte er seine Studien bei Adolf von Baeyer an der Universität München fort (1895), wandte sich dann aber nicht der organischen, sondern der anorganischen Chemie zu. Seine Dissertation über anorganische Hydroxylamin-Verbindungen (besonders mit Uransäure) (Titel Unorganische Hydroxylaminverbindungen) fertigte er im Arbeitskreis von Karl Andreas Hofmann an der Universität München an, dessen Vorlesungsassistent er war. Seine Untersuchung von Uranverbindungen führten ihn zur Komplexchemie. Kurz nach seiner Habilitation ging er gemeinsam mit Johannes Thiele an die Universität Straßburg und leitete dort als Privatdozent und später als außerordentlicher Professor den anorganisch-chemischen Unterricht. Anregungen bekam er durch einen Ferienaufenthalt bei Svante Arrhenius in Stockholm. Im Herbst 1909 wurde er als Ordinarius für allgemeine und anorganische Chemie an die Universität Bern berufen (sowie zusätzlich für Physikalische Chemie). Dort hat er bis zu seinem Tode fast 30 Jahre als Lehrer und Forscher  gewirkt und war Direktor des Chemischen Instituts. Rufe nach Karlsruhe und als Forschungsleiter eines großen Chemieunternehmens lehnte er ab. Im Jahr 1925 wurde er zum Mitglied der Leopoldina gewählt.
Er war ein beliebter Lehrer, der besonderen Wert auf Anschaulichkeit und Vorgehen von den äußeren Erscheinungen zum Allgemeinen legte und mit seinen Doktoranden Forschungsthemen an einem regelmäßigen Stammtisch besprach. Volkmar Kohlschütter war der Vater des Chemieprofessors in Darmstadt Hans Wolfgang Kohlschütter.

## Wirken
Volkmar Kohlschütter kann als Begründer der Topochemie betrachtet werden. Er prägte diesen Begriff 1919. Dahinter stand seine Auffassung, dass in der Chemie nicht nur die Zusammensetzung der Stoffe, sondern auch deren natürliche Formen von Bedeutung sind, in denen sie auftreten (Morphologie), je nach den physikalisch-chemischen Bedingungen ihrer Bildung, was von der zeitgenössischen Chemie vernachlässigt worden war. Als topochemische Reaktionen bezeichnete er solche, deren Verlauf und Ergebnis durch lokale Bedingungen auf engstem Raum bestimmt werden (im Gegensatz etwa zur Gasphase oder Lösungen). Heute ist sie Teil der Festkörperchemie und bezeichnet Untersuchungen, die nicht nur die Gesamt-Gleichgewichte und Natur der Elementarprozesse behandeln, sondern die Komplexität einbeziehen, die lokal an den Grenzflächen oder im Innern des Festkörpers besteht.
Er klärte 1900 die Zusammensetzung von Uranrot auf, befasste sich mit Komplexchemie (Komplexe mit Doppelverbindungen von Cadmium und Quecksilber, Metallnitrosokomplexe) und stellte Metallkolloide auf elektrolytischem Weg her. Er untersuchte später Aluminiumhydroxide (das Paradebeispiel, an dem er topochemische Reaktionen einführte) und die Vorgänge bei der Bildung von Kristallen insbesondere bei elektrolytischer Abscheidung. Kohlschütter befasste sich auch mit Aerosolen mit Anwendung in der Rauchbekämpfung.
Er befasste sich auch mit der Suche nach Edelgasverbindungen bei der Metallzerstäubung von Kathoden bei der Glimmentladung – er vermutete dahinter zunächst den Zerfall instabiler Edelgasverbindungen, schloss sich dann aber der Ansicht von Johannes Stark an, dass es doch Folge inelastischer Stöße der Edelgase mit den Atomen der Kathode war. Die Untersuchungen waren aber Ausgangspunkt seiner Beschäftigung mit Chemie an Festkörperoberflächen (Topochemie) und Kolloidchemie.

## Schriften (Auswahl)
- Die Erscheinungsformen der Materie, Teubner 1917, Archive